# دوسر مظلي
الدوسر المظلي (الاسم العلمي: Aegilops umbellata) نوع نباتي يتبع جنس الدوسر من الفصيلة النجيلية. 

## الموئل والانتشار
موطنه بلاد الشام وتركيا والقوقاز وكريت وبلغاريا.

## مرادفات للاسم العلمي
- (باللاتينية: Kiharapyrum umbellulatum (Zhuk.) Á. Löve)
- (باللاتينية: Triticum umbellulatum (Zhuk.) Bowden)